# Serie D 2015/2016
Soutěžní ročník Serie D 2015/16 byl 68. ročník čtvrté nejvyšší italské fotbalové ligy.  Soutěž začala 6. září 2015 a skončila 5. června 2016. Účastnilo se jí celkem 171 týmů rozdělené do devíti skupin. Z každé skupiny vítěz postoupil do třetí ligy a do play off o vítězství v Serii D. Poslední čtyři kluby v každé skupině sestoupili o úroveň níž (Eccellenza).